# Herrera en COPE
Herrera en COPE es un programa de radio matutino presentado y dirigido por Carlos Herrera, que transmite la COPE de lunes a viernes, de seis de la mañana a una del mediodía. Está dedicado a la actualidad, el debate político y el humor. Se emite desde el 1 de septiembre de 2015, tras la salida de Ángel Expósito de La Mañana.

## Estructura del programa
Empieza a las 6:00 y acaba a las 13:00. Se estructura de la siguiente manera:
- De 6:00 a 6:30/7:00 a 7:20: Resumen de la actualidad y de la prensa, acompañado todo ello por la opinión de Carlos Herrera.
- De 6:30 a 6:45: El trino del conciso con Carlos Dávila.
- De 6:45 a 7:00: La píldora económica con Pilar García de la Granja.
- De 7:20 a 7:30: Desconexión de información local y regional.
- De 7:30 a 8:30: Café de redacción con Jorge Bustos y Carmen Martínez Castro.
- De 8:20 a 8:30: Desconexión de información local y regional.
- De 8:30 a 8:35: Mirando a dar con Javier González Ferrari.
- De 8:35 a 10:00: Las claves del día, Tertulia política y de actualidad, con entrevistas, en la que entre tres y cinco tertulianos, además de Carlos Herrera, Sergio Barbosa y Ángel Expósito, conversan y debaten. Forman parte de dicha tertulia periodistas y otros profesionales del medio, entre los que se incluyen: Ignacio Camacho, Antonio San José, Joaquín Leguina, Julián Quirós, Ana Isabel Martín, Gloria Lomana, Paco Rosell, Bieito Rubido, Miquel Giménez, José María Fidalgo, Álvaro Nieto, Guadalupe Sánchez, Ángela Martialay, Esther Jaén, Antonia Echarri, Juan Fernández-Miranda y Paloma Esteban.[1][2]
- En la tertulia se incluye la sección "La tertulia de los oyentes", con Antonio Naranjo como portavoz de la audiencia del programa, con una "pincelada" previa mordaz y "la preguntita" que los propios seguidores del programa le hacen a Herrera a diario.
- De 10:00 a 10:30: Entretenimiento y humor con Jon Uriarte.
- De 10:30 a 11:00: Los fósforos (lunes y viernes), La ensalada divertida (martes) con María José Navarro, Reportaje (miércoles) con Bárbara Archilla y Radio Carlitos (jueves).
- De 11:00 a 11:30: Entrevistas.
- De 11:30 a 12:00: Dependiendo del día, acuden otros colaboradores para hablar de diversos temas: Diego Martínez, Goyo González, Javier Sierra, Jerónimo José Martín, Antonio Agredano, Nacho Abad, Alberto Herrera Montero, Maldonado, El Grupo Risa, Álex Clavero (El Francotirarock) y Mar Amate.[3][4]
- 12:00: Última hora con Jon Uriarte.
- De 12:00 a 13:00: María José Navarro se encarga de este tramo magazine del programa. En algunas emisoras de la red de la COPE emiten Herrera en COPE Local.

## Secciones
- El monólogo de Herrera: Carlos Herrera.
- La historia del día.
- La píldora económica: Pilar García de la Granja.
- El trino del conciso (6h30): Carlos Dávila.
- Café de redacción (7h30): Carlos Herrera, Carmen Martínez Castro y Jorge Bustos.
- Las claves del día: Carlos Herrera, Javier González Ferrari, Ángel Expósito, Sergio Barbosa, Ignacio Camacho, Antonio San José, Joaquín Leguina, Ana Isabel Martín, Gloria Lomana, Paco Rosell, Bieito Rubido, Miquel Jiménez, José María Fidalgo, Álvaro Nieto, Guadalupe Sánchez, Ángela Martialay, Esther Jaén, Antonia Echarri, Juan Fernández-Miranda y Paloma Esteban.
- El paseíllo del Tron: Ángel Expósito.
- La canción del día de Herrera: Carlos Herrera.
- El comentario de Juanma Castaño: Juanma Castaño.
- Los fósforos (lunes a viernes, 10h00): Carlos Herrera y Jon Uriarte.
- Tertulia: Goyo González, María José Navarro, Alberto Herrera, Toni Martínez y José Antonio Naranjo.
- Última hora (lunes a viernes, 12h00-13h00): Jon Uriarte.
- El diario de mi Mari Jose: María José Navarro.
- Tertulia de los oyentes.
- La ensalada divertida (martes): María José Navarro.
- El reportaje (miércoles): Bárbara Archilla.
- Grupo Risa (jueves): David Miner, Fernando Echeverría y Óscar Blanco.
- Radio Carlitos (jueves): Carlos Herrera.
- Personajes de pueblo: Diego Martín.
- Gastronomía y protocolo: Goyo González.
- Lo misterioso: Javier Sierra.
- Sucesos: Nacho Abad.
- Las cosas cotidianas: Antonio Agredano.
- La fotografía: Luis del Val.

## Invitados
Entre las personalidades entrevistadas, pueden mencionarse al rey Juan Carlos I de España, anterior Jefe del Estado, Mariano Rajoy, expresidente del Gobierno, Pedro Sánchez, presidente del Gobierno desde 2018, Pablo Iglesias, exsecretario general de Podemos y exvicepresidente segundo del Gobierno y Albert Rivera, expresidente de Ciudadanos. Presidentes de comunidades autónomas como Cristina Cifuentes, expresidenta de la (Comunidad de Madrid), Alberto Núñez Feijóo (Galicia), Ximo Puig (Comunidad Valenciana) o Iñigo Urkullu (País Vasco).

## Audiencias
Según el Estudio general de medios:
- 2015 (Media anual: 1.925.000 oyentes).
  - (Tercera oleada, 2/12/15): 1.925.000 oyentes. Segundo lugar.[6]
- 2016 (Media anual: 1.953.000 oyentes).
  - (Primera oleada, 14/4/16): 2.004.000 oyentes. Segundo lugar.
  - (Segunda oleada, 30/6/16): 1.867.000 oyentes. Segundo lugar.
  - (Tercera oleada, 1/12/16): 1.989.000 oyentes.  Segundo lugar.[7]
- 2017 (Media anual: 2.016.000 oyentes).
  - (Primera oleada, 19/4/17): 2.034.000 oyentes. Segundo lugar.
  - (Segunda oleada, 5/7/17): 1.881.000 oyentes. Segundo lugar.
  - (Tercera oleada, 30/11/17): 2.132.000 oyentes. Segundo lugar.[8]
- 2018 (Media anual: 2.052.000 oyentes).
  - (Primera oleada, 18/4/18): 2.171.000 oyentes. Segundo lugar.
  - (Segunda oleada, 27/6/18): 1.959.000 oyentes. Segundo lugar.
  - (Tercera oleada, 29/11/18): 2.026.000 oyentes.  Segundo lugar.[9]
- 2019 (Media anual: 2.369.000 oyentes).
  - (Primera oleada, 10/4/19): 2.492.000 oyentes. Segundo lugar.
  - (Segunda oleada, 26/6/19): 2.387.000 oyentes. Segundo lugar.
  - (Tercera oleada, 27/11/19): 2.229.000 oyentes. Segundo lugar.
- 2020 (Media anual: 2.437.000 oyentes).
  - (Primera oleada, 6/4/20): 2.443.000 oyentes. Segundo lugar.
  - (Tercera oleada, 2/12/20): 2.432.000 oyentes. Segundo lugar.[10]
- 2021 (Media anual: 2.600.000 oyentes).
  - (Primera oleada, 13/4/21): 2.583.000 oyentes. Segundo lugar.
  - (Segunda oleada, 6/7/21): 2.579.000 oyentes. Segundo lugar.
  - (Tercera oleada, 9/12/21): 2.639.000 oyentes. Segundo lugar.
- 2022 (Media anual: 2.771.000 oyentes).
  - (Primera oleada, 19/4/22): 2.852.000 oyentes. Segundo lugar.
  - (Segunda oleada, 5/7/22): 2.742.000 oyentes. Segundo lugar.
  - (Tercera oleada, 13/12/22): 2.720.000 oyentes. Segundo lugar.
- 2023 (Media anual: oyentes).
  - (Primera oleada, 19/4/23): 2.646.000 oyentes. Segundo lugar.[11]
  - (Segunda oleada, 28/6/23): lugar.
  - (Tercera oleada, 30/11/23): lugar.